# 真庭市
真庭市（日语：／ Maniwa shi */?）是位於岡山縣北中部的城市，與鳥取縣接壤，為岡山縣內面積最大的行政區。轄區南部位於吉備高原，北部位於中國山地。

## 人口
| 真庭市人口分布圖 |                                               |  |
| 真庭市與日本全國年齡別人口分布比較圖 （2005年資料） | 真庭市的年齡、男女別人口分布圖 （2005年資料） |  |
| ■紫色是真庭市 ■綠色是全国 | ■藍色是男性 ■紅色是女性                       |  |
| 真庭市人口變化 \| 1970年 \| 62,608人 \| \| \| 1975年 \| 61,152人 \| \| \| 1980年 \| 60,586人 \| \| \| 1985年 \| 60,196人 \| \| \| 1990年 \| 58,754人 \| \| \| 1995年 \| 56,607人 \| \| \| 2000年 \| 54,747人 \| \| \| 2005年 \| 51,782人 \| \| \| 2010年 \| 48,964人 \| \| \| 2015年 \| 46,124人 \| \| \| 2020年 \| 42,725人 \| \| |                                               |  |
| 資料來源：日本總務省統計中心提供之人口普查數據 |                                               |  |
| 1970年 | 62,608人                                      |  |
| 1975年 | 61,152人                                      |  |
| 1980年 | 60,586人                                      |  |
| 1985年 | 60,196人                                      |  |
| 1990年 | 58,754人                                      |  |
| 1995年 | 56,607人                                      |  |
| 2000年 | 54,747人                                      |  |
| 2005年 | 51,782人                                      |  |
| 2010年 | 48,964人                                      |  |
| 2015年 | 46,124人                                      |  |
| 2020年 | 42,725人                                      |  |

## 歷史

### 沿革
- 1889年6月1日：實施町村制，現在的轄區在當時分屬：
  - 大庭郡：久世村、米來村、樫野村、河內村、河陽村、大庭村、神湯村、德田村、縣村、中和村（日语：中和村 (岡山県)）。
  - 真島郡：勝山村、川西村、月田村、井原村、富山村、一宮村、落合村、天津村、瀨田河村、下方村、上田村、鹿田村、美原村、關川村、船津村、川南村、二川村、八幡村、茅部村、美甘村（日语：美甘村）。
  - 阿賀郡：呰部村、中津井村、水田村、上水田村。
- 1896年2月26日：
  - 勝山村改制為勝山町（日语：勝山町 (岡山県)）。
  - 久世村改制為久世町（日语：久世町）。
- 1897年5月26日：落合村改制為落合町（日语：落合町 (岡山県)）。
- 1900年4月1日：
  - 真島郡和大庭郡合併為真庭郡。
  - 呰部村、中津井村、水田村、上水田村改隸屬上房郡。
- 1901年4月1日：
  - 下方村和鹿田村合併為木山村。
  - 久世町的山久世地區被併入一宮村。
- 1902年4月1日：
  - 富山村和井原村合併為富原村。
  - 德田村和茅部村的部分地區合併為川上村（日语：川上村 (岡山県)）。
  - 縣村和茅部村的其他地區合併為八束村（日语：八束村 (岡山県)）。
- 1904年6月1日：
  - 川南村被併入久世町。
  - 落合町、天津村和瀨田河村合併為新設置的落合町。
  - 船津村和上田村合併為津田村。
  - 美原村和關川村合併為美川村。
  - 神湯村和八幡村合併為湯原村。
- 1905年9月1日：
  - 樫野村和米來村合併為美和村。
  - 河陽村和大庭村合併為川東村。
- 1907年5月1日：勝山町、川西村、月田村、一宮村合併為新設置的勝山町。
- 1929年7月4日：呰部村改制為呰部町。
- 1940年11月3日：湯原村改制為湯原町（日语：湯原町）。
- 1949年4月1日：月田村從勝山町分割獨立設置。
- 1953年10月1日：呰部町、中津井村、水田村、上水田村合併為北房町（日语：北房町）。
- 1955年1月1日：落合町、津田村、木山村、美川村、河內村、川東村合併為新設置的落合町。
- 1955年4月1日：勝山町、月田村、富原村合併為新設置的勝山町。
- 1955年4月29日：久世町和美和村合併為新設置的久世町。
- 1956年9月30日：湯原町和二川村合併為新設置的湯原町。
- 1961年10月1日：落合町的部分地區被併入久米郡旭町（現已合併為美咲町）。
- 2005年3月31日：落合町、勝山町、久世町、湯原町、川上村、中和村、美甘村、八束村、北房町合併為真庭市。

### 變遷表
| 1889年6月1日        | 1889年 - 1926年      | 1889年 - 1926年         | 1926年 - 1954年       | 1926年 - 1954年      | 1955年 - 1989年        | 1989年 - 現在        | 現在                 |
| ------------------- | -------------------- | ----------------------- | --------------------- | -------------------- | ---------------------- | -------------------- | -------------------- |
| 勝山村              | 1896年2月26日 勝山町 | 1907年5月1日 勝山町     | 1907年5月1日 勝山町   | 勝山町               | 1955年4月1日 勝山町    | 2005年3月31日 真庭市 | 2005年3月31日 真庭市 |
| 川西村              |                      | 1907年5月1日 勝山町     | 1907年5月1日 勝山町   | 勝山町               | 1955年4月1日 勝山町    | 2005年3月31日 真庭市 | 2005年3月31日 真庭市 |
| 一宮村              |                      | 1907年5月1日 勝山町     | 1907年5月1日 勝山町   | 勝山町               | 1955年4月1日 勝山町    | 2005年3月31日 真庭市 | 2005年3月31日 真庭市 |
| 月田村              | 月田村               | 1907年5月1日 勝山町     | 1907年5月1日 勝山町   | 1949年4月1日 月田村  | 1955年4月1日 勝山町    | 2005年3月31日 真庭市 | 2005年3月31日 真庭市 |
| 井原村              | 井原村               | 1902年4月1日 富原村     | 1902年4月1日 富原村   | 1902年4月1日 富原村  | 1955年4月1日 勝山町    | 2005年3月31日 真庭市 | 2005年3月31日 真庭市 |
| 富山村              |                      | 1902年4月1日 富原村     | 1902年4月1日 富原村   | 1902年4月1日 富原村  | 1955年4月1日 勝山町    | 2005年3月31日 真庭市 | 2005年3月31日 真庭市 |
| 落合村              | 1897年5月26日 落合町 | 1904年6月1日 落合町     | 1904年6月1日 落合町   | 1904年6月1日 落合町  | 1955年1月1日 落合町    | 2005年3月31日 真庭市 | 2005年3月31日 真庭市 |
| 天津村              |                      | 1904年6月1日 落合町     | 1904年6月1日 落合町   | 1904年6月1日 落合町  | 1955年1月1日 落合町    | 2005年3月31日 真庭市 | 2005年3月31日 真庭市 |
| 瀨田河村            |                      | 1904年6月1日 落合町     | 1904年6月1日 落合町   | 1904年6月1日 落合町  | 1955年1月1日 落合町    | 2005年3月31日 真庭市 | 2005年3月31日 真庭市 |
| 下方村              | 下方村               | 1901年4月1日 木山村     | 1901年4月1日 木山村   | 1901年4月1日 木山村  | 1955年1月1日 落合町    | 2005年3月31日 真庭市 | 2005年3月31日 真庭市 |
| 鹿田村              |                      | 1901年4月1日 木山村     | 1901年4月1日 木山村   | 1901年4月1日 木山村  | 1955年1月1日 落合町    | 2005年3月31日 真庭市 | 2005年3月31日 真庭市 |
| 上田村              | 上田村               | 1904年6月1日 津田村     | 1904年6月1日 津田村   | 1904年6月1日 津田村  | 1955年1月1日 落合町    | 2005年3月31日 真庭市 | 2005年3月31日 真庭市 |
| 船津村              |                      | 1904年6月1日 津田村     | 1904年6月1日 津田村   | 1904年6月1日 津田村  | 1955年1月1日 落合町    | 2005年3月31日 真庭市 | 2005年3月31日 真庭市 |
| 美原村              | 美原村               | 1904年6月1日 美川村     | 1904年6月1日 美川村   | 1904年6月1日 美川村  | 1955年1月1日 落合町    | 2005年3月31日 真庭市 | 2005年3月31日 真庭市 |
| 關川村              |                      | 1904年6月1日 美川村     | 1904年6月1日 美川村   | 1904年6月1日 美川村  | 1955年1月1日 落合町    | 2005年3月31日 真庭市 | 2005年3月31日 真庭市 |
| 河內村              |                      |                         |                       |                      | 1955年1月1日 落合町    | 2005年3月31日 真庭市 | 2005年3月31日 真庭市 |
| 河陽村              | 河陽村               | 1905年9月1日 川東村     | 1905年9月1日 川東村   | 1905年9月1日 川東村  | 1955年1月1日 落合町    | 2005年3月31日 真庭市 | 2005年3月31日 真庭市 |
| 大庭村              |                      | 1905年9月1日 川東村     | 1905年9月1日 川東村   | 1905年9月1日 川東村  | 1955年1月1日 落合町    | 2005年3月31日 真庭市 | 2005年3月31日 真庭市 |
| 二川村              | 二川村               | 二川村                  | 二川村                | 二川村               | 1956年9月30日 湯原町   | 2005年3月31日 真庭市 | 2005年3月31日 真庭市 |
| 八幡村              | 八幡村               | 1904年6月1日 湯原村     | 1904年6月1日 湯原村   | 1940年11月3日 湯原町 | 1956年9月30日 湯原町   | 2005年3月31日 真庭市 | 2005年3月31日 真庭市 |
| 神湯村              |                      | 1904年6月1日 湯原村     | 1904年6月1日 湯原村   | 1940年11月3日 湯原町 | 1956年9月30日 湯原町   | 2005年3月31日 真庭市 | 2005年3月31日 真庭市 |
| 美甘村              |                      |                         |                       |                      |                        | 2005年3月31日 真庭市 | 2005年3月31日 真庭市 |
| 久世村              | 1896年2月26日 久世町 | 1896年2月26日 久世町    | 久世町                | 久世町               | 1955年4月29日 久世町。 | 2005年3月31日 真庭市 | 2005年3月31日 真庭市 |
| 川南村              | 川南村               | 1904年6月1日 併入久世町 | 久世町                | 久世町               | 1955年4月29日 久世町。 | 2005年3月31日 真庭市 | 2005年3月31日 真庭市 |
| 米來村              | 米來村               | 1905年9月1日 美和村     | 1905年9月1日 美和村   | 1905年9月1日 美和村  | 1955年4月29日 久世町。 | 2005年3月31日 真庭市 | 2005年3月31日 真庭市 |
| 樫野村              |                      | 1905年9月1日 美和村     | 1905年9月1日 美和村   | 1905年9月1日 美和村  | 1955年4月29日 久世町。 | 2005年3月31日 真庭市 | 2005年3月31日 真庭市 |
| 德田村              | 德田村               | 1902年4月1日 川上村     | 1902年4月1日 川上村   | 1902年4月1日 川上村  | 1902年4月1日 川上村    | 2005年3月31日 真庭市 | 2005年3月31日 真庭市 |
| 茅部村              |                      | 1902年4月1日 川上村     | 1902年4月1日 川上村   | 1902年4月1日 川上村  | 1902年4月1日 川上村    | 2005年3月31日 真庭市 | 2005年3月31日 真庭市 |
| 1902年4月1日 八束村 |                      |                         |                       |                      |                        | 2005年3月31日 真庭市 | 2005年3月31日 真庭市 |
| 縣村                |                      |                         |                       |                      |                        | 2005年3月31日 真庭市 | 2005年3月31日 真庭市 |
| 中和村              |                      |                         |                       |                      |                        | 2005年3月31日 真庭市 | 2005年3月31日 真庭市 |
| 呰部村              | 呰部村               | 1900年4月1日 呰部村     | 1929年7月4日 呰部町   | 1953年10月1日 北房町 | 1953年10月1日 北房町   | 2005年3月31日 真庭市 | 2005年3月31日 真庭市 |
| 中津井村            | 中津井村             | 1900年4月1日 中津井村   | 1900年4月1日 中津井村 | 1953年10月1日 北房町 | 1953年10月1日 北房町   | 2005年3月31日 真庭市 | 2005年3月31日 真庭市 |
| 水田村              | 水田村               | 1900年4月1日 水田村     | 1900年4月1日 水田村   | 1953年10月1日 北房町 | 1953年10月1日 北房町   | 2005年3月31日 真庭市 | 2005年3月31日 真庭市 |
| 上水田村            | 上水田村             | 1900年4月1日 上水田村   | 1900年4月1日 上水田村 | 1953年10月1日 北房町 | 1953年10月1日 北房町   | 2005年3月31日 真庭市 | 2005年3月31日 真庭市 |

## 交通

### 鐵路
- 西日本旅客鐵道
  - 姬新線：（←津山市） - 美作追分車站 - 美作落合車站 - 古見車站 - 久世車站 - 中國勝山車站 - 月田車站 - 富原車站 - （新見市）

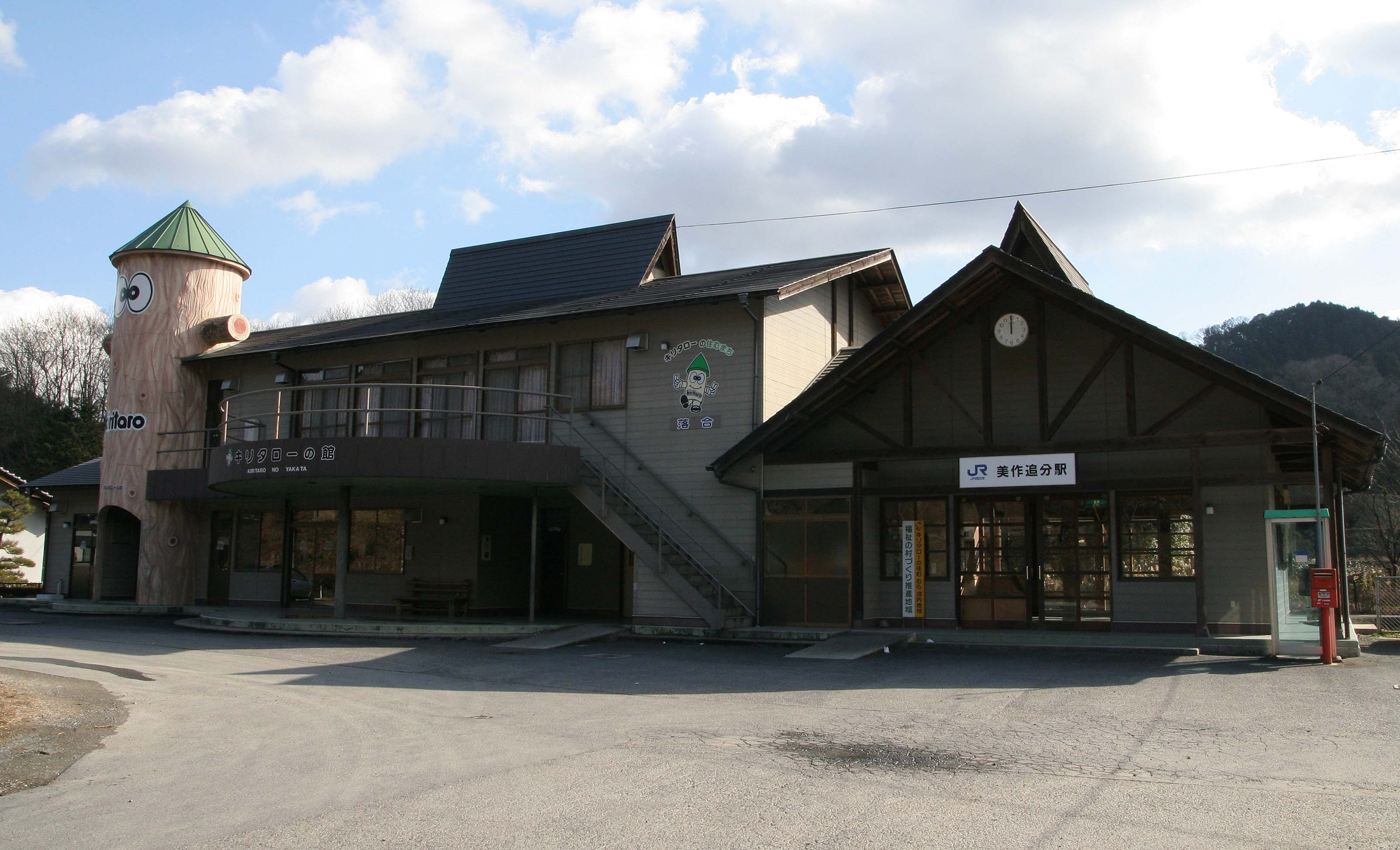
美作追分車站
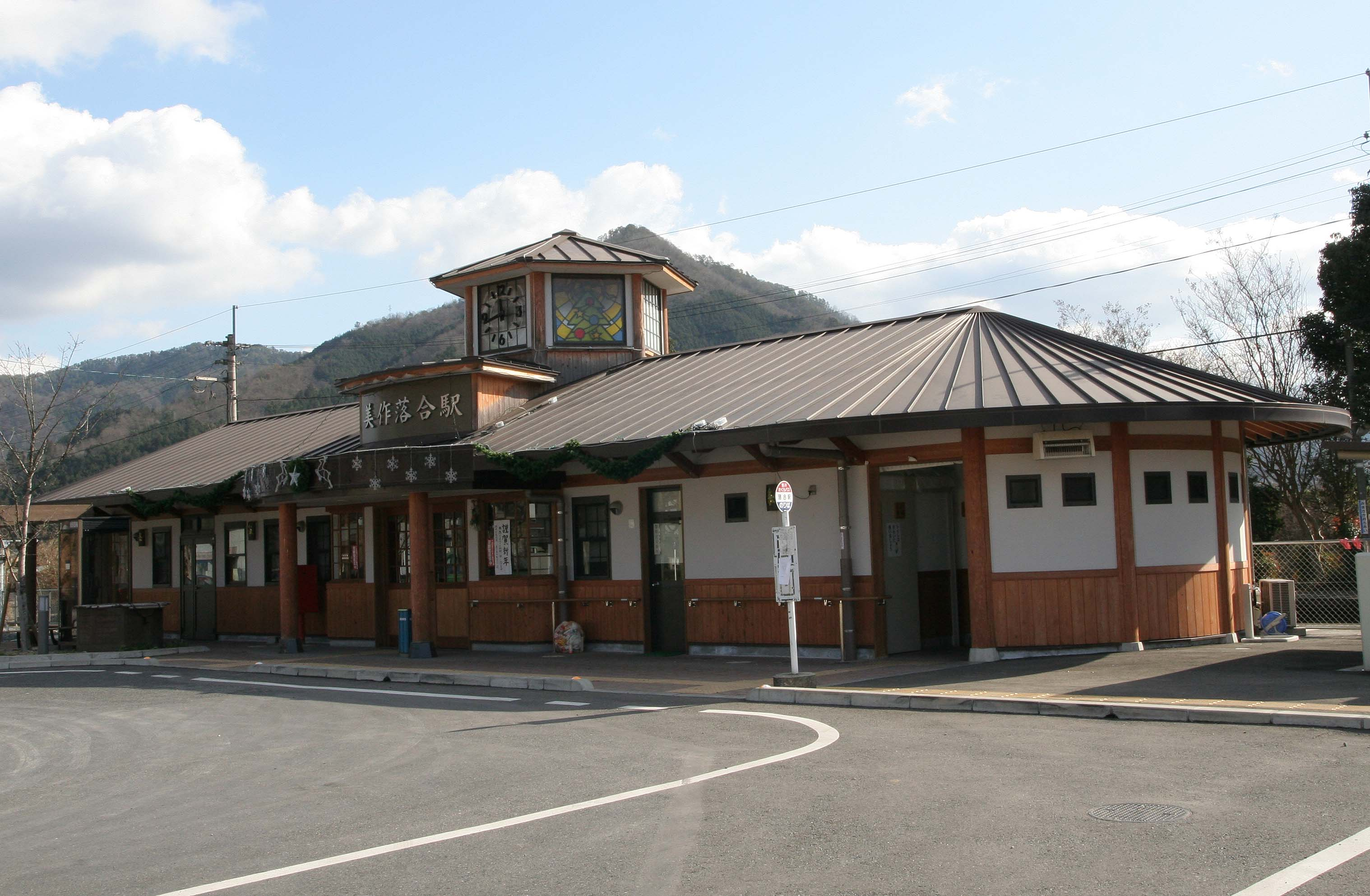
美作落合車站
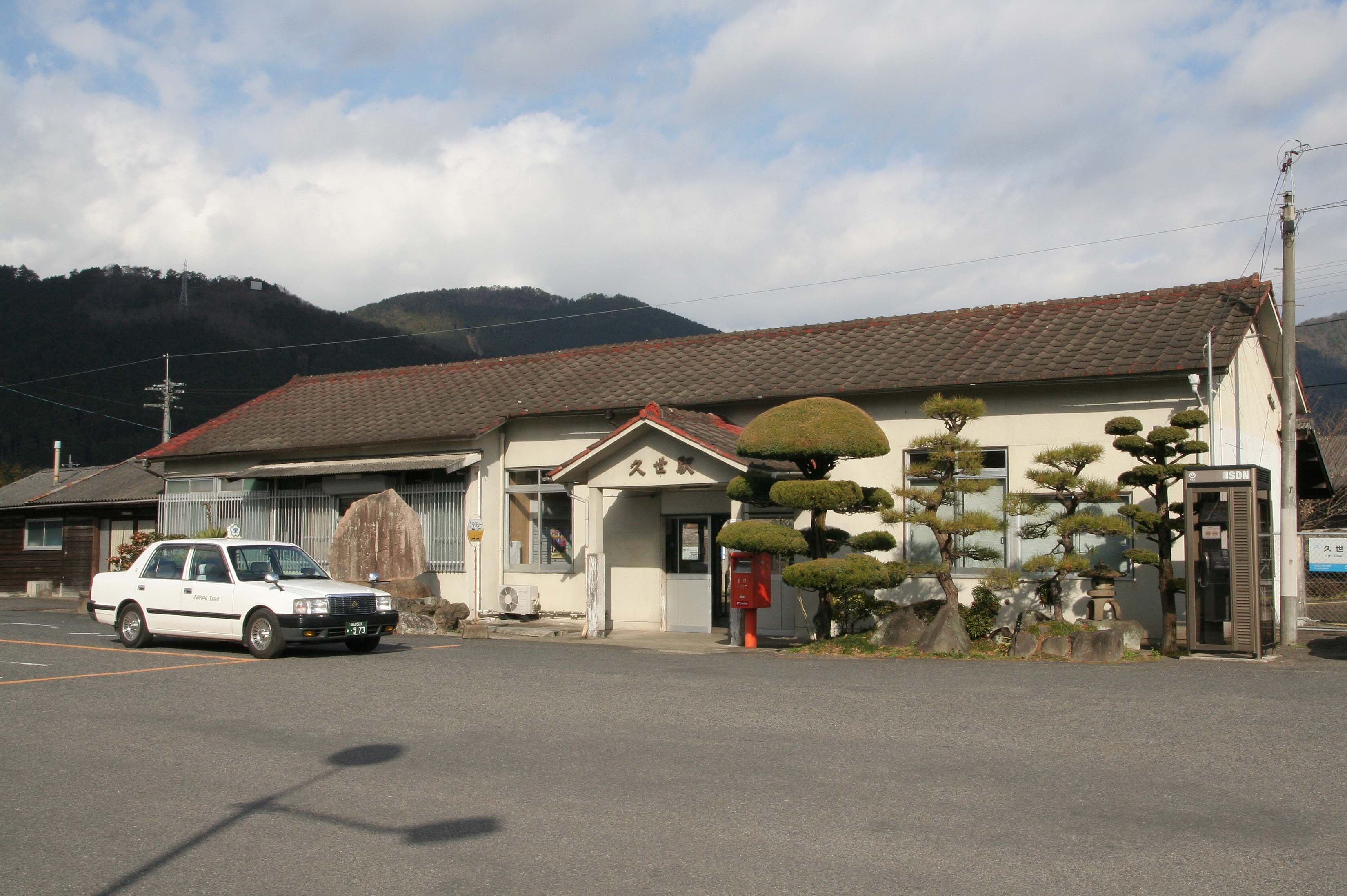
久世車站
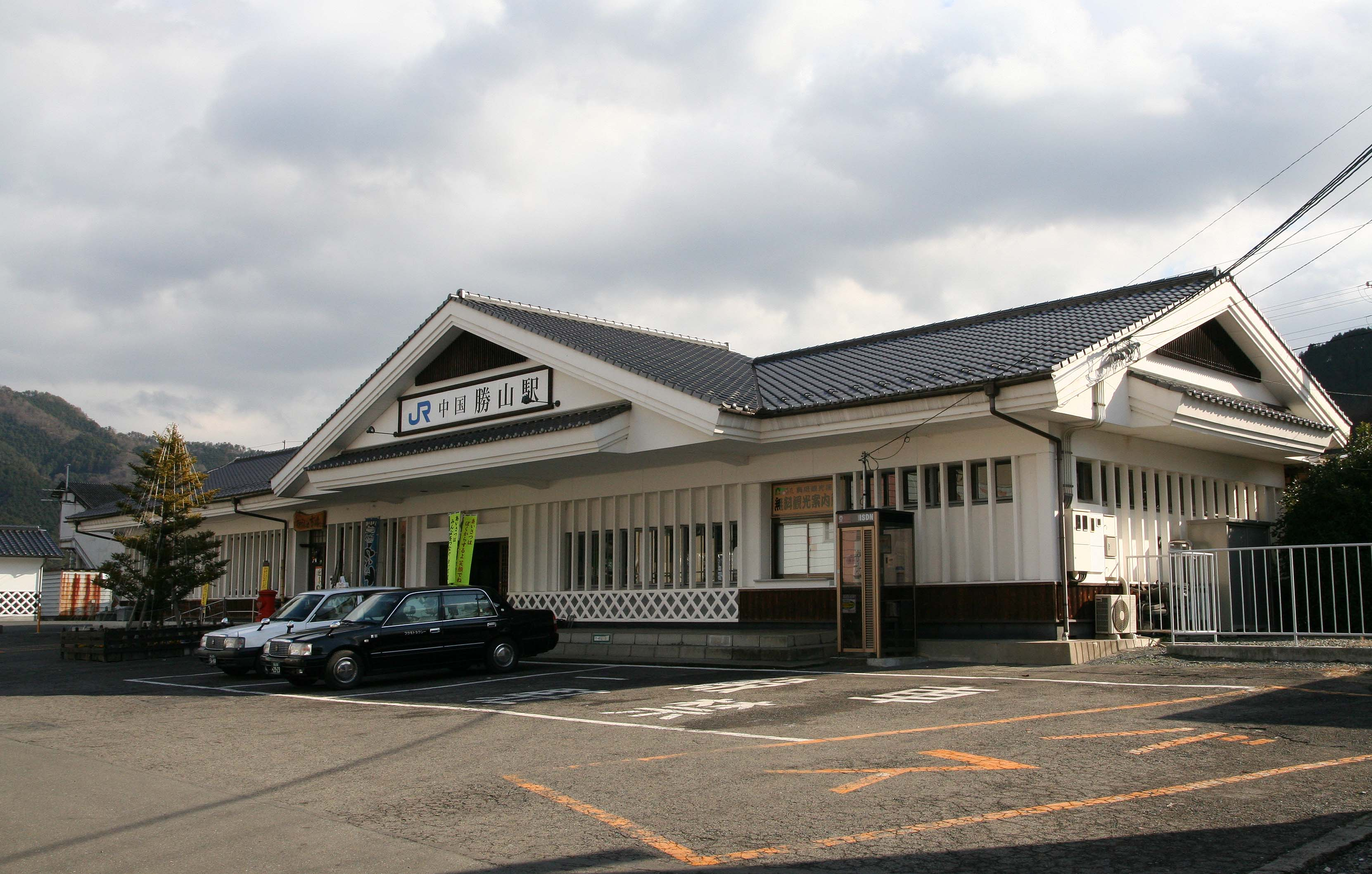
中國勝山車站
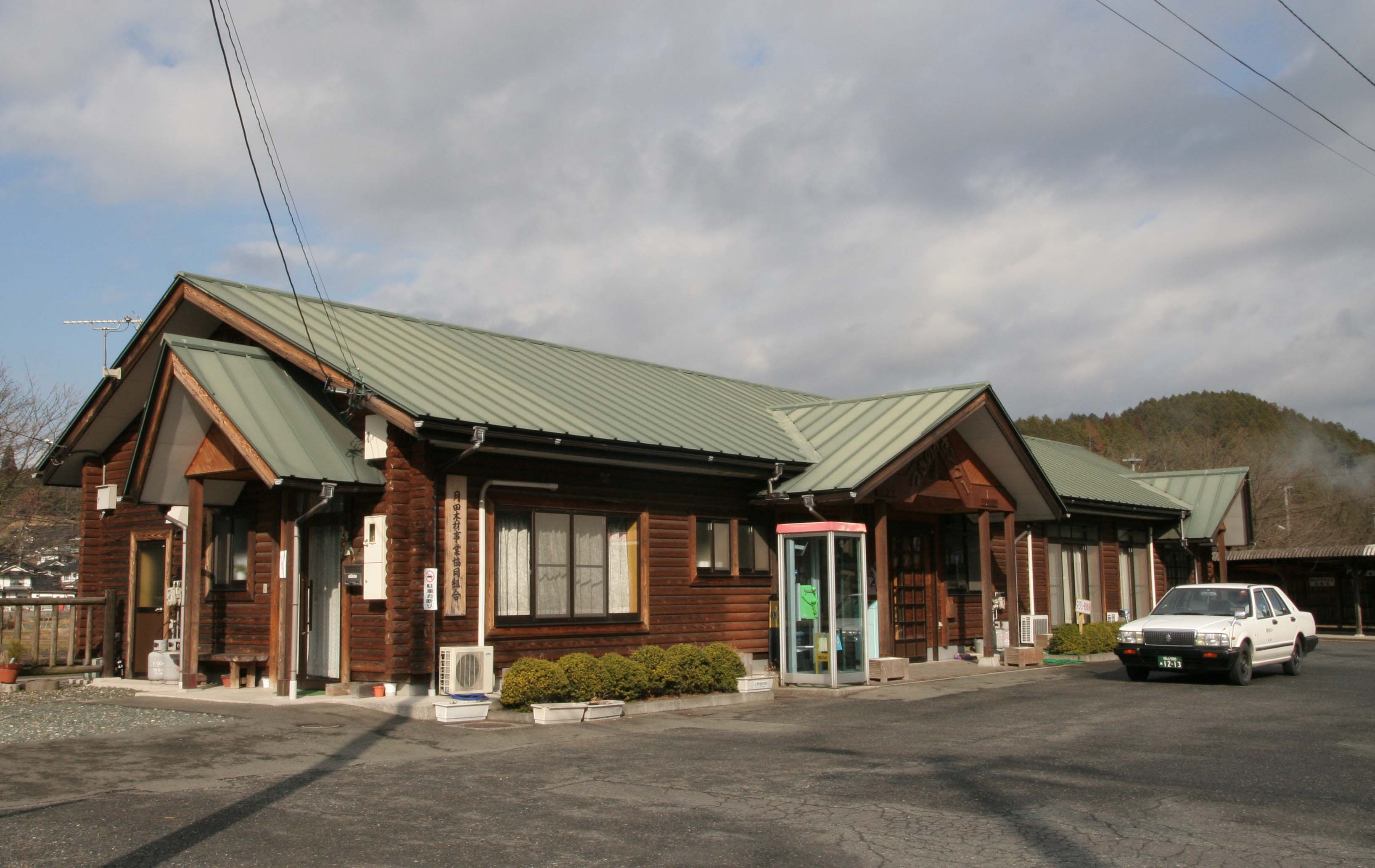
月田車站
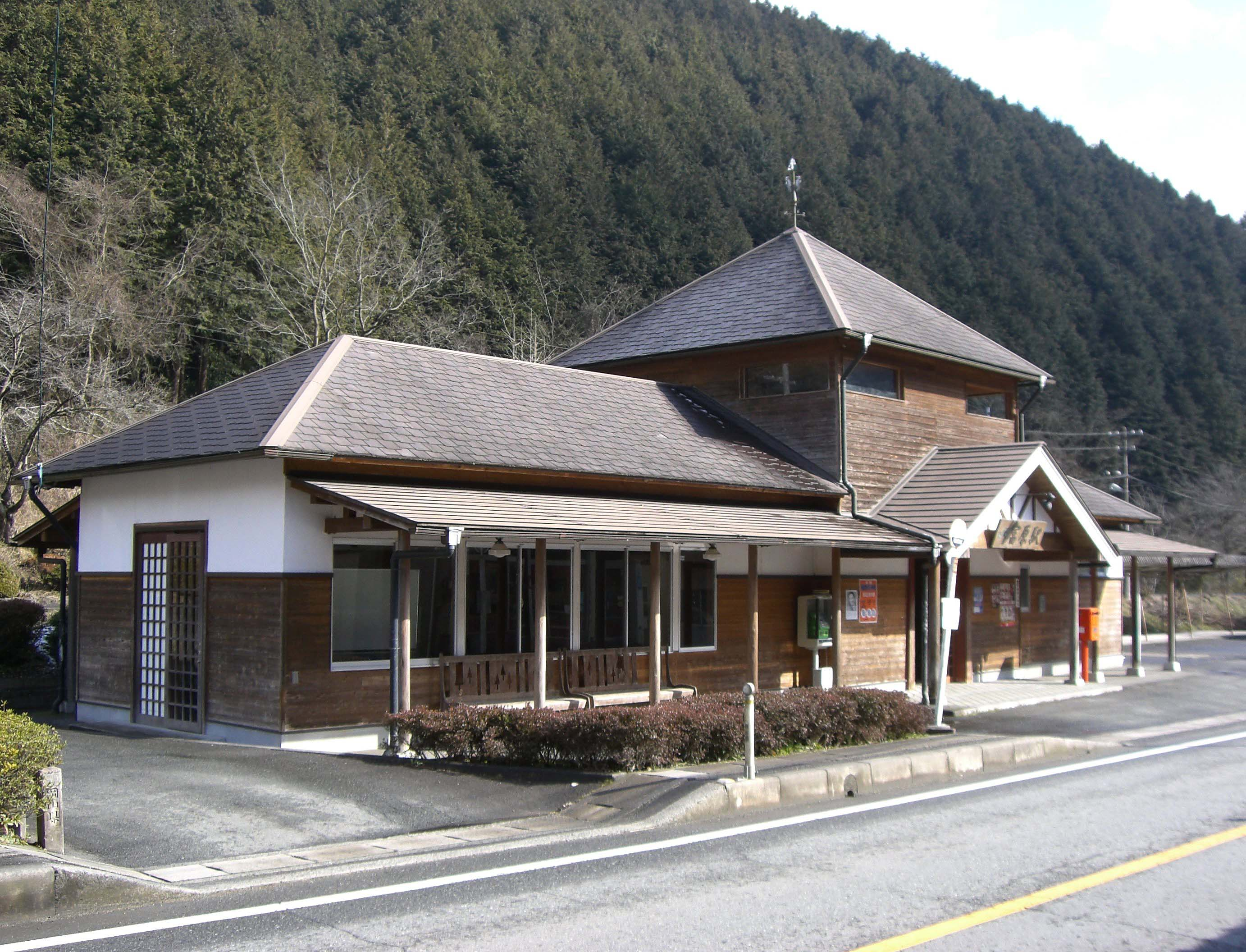
富原車站

### 道路
高速道路
- 中國自動車道：落合系統交流道（日语：落合ジャンクション） - 落合交流道 - 真庭休息區（日语：真庭パーキングエリア） - 北房系統交流道（日语：北房ジャンクション） - 北房交流道
- 岡山自動車道：北房系統交流道
- 米子自動車道：落合系統交流道 - 久世交流道 - 上野休息區（日语：上野パーキングエリア (岡山県)） - 湯原交流道 - 蒜山高原服務區 - 蒜山交流道

## 觀光資源

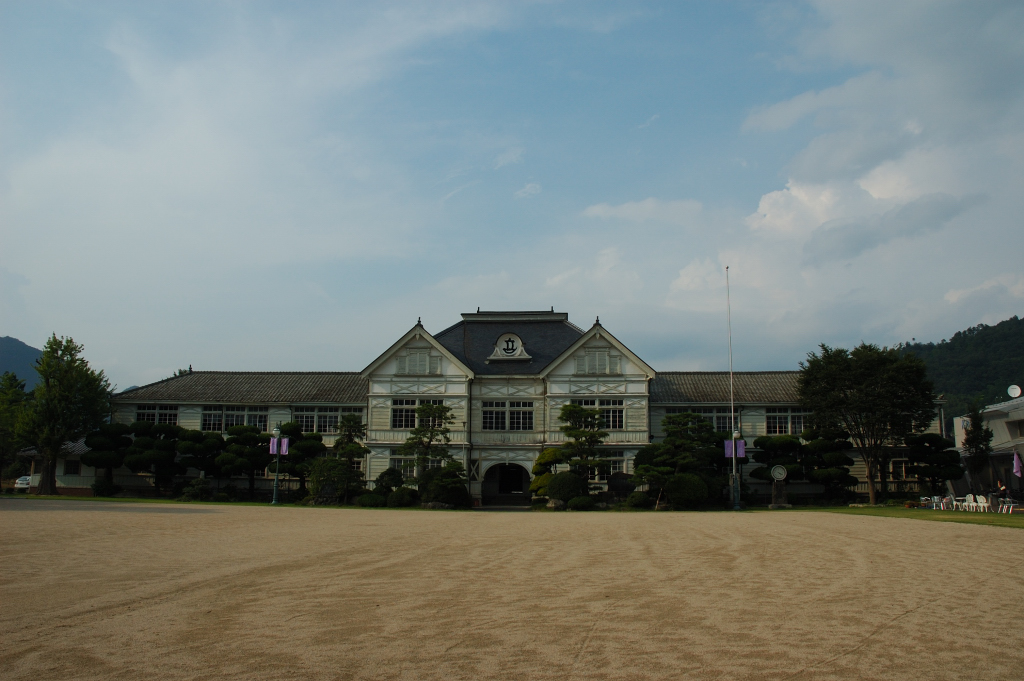
舊遷喬尋常小學校校舎

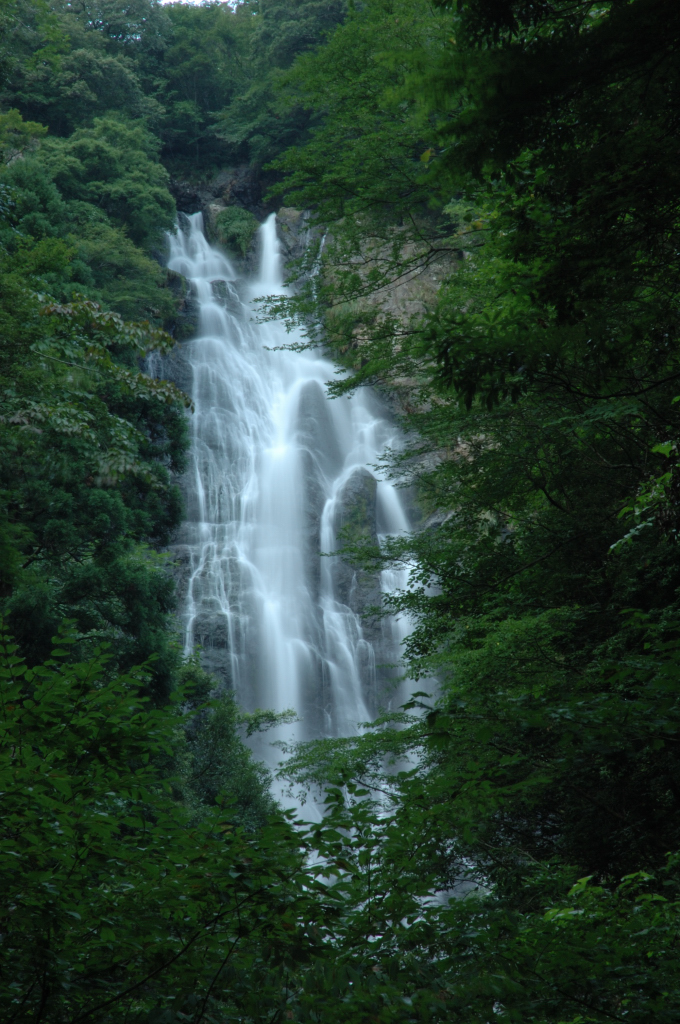
神庭瀑布

- 蒜山高原
- 湯原溫泉
- 神庭瀑布（日本瀑布百選）
- 醍醐櫻
- 備中鍾乳穴
- 勝山城下町　武家屋敷
- 舊遷喬尋常小學校校舎

祭典、活動
- 勝山祭
- 久世祭

## 教育
高等學校
- 岡山縣立勝山高等學校（日语：岡山県立勝山高等学校）
- 岡山縣立真庭高等學校（日语：岡山県立真庭高等学校）

## 本地出身之名人
- 石井宗謙：江戶時代末期的西洋醫生
- 加賀尾秀忍：僧侶
- 岸田敏志：歌手
- 沼田曜一：俳優
- 山根和夫：前職業棒球選手